# Leonard Quintelier
Leonard Quintelier (Geraardsbergen, 26 augustus 1941) is een voormalig Belgisch senator en lid van het Vlaams Parlement.

## Levensloop
Quintelier werd beroepshalve gevolmachtigd bestuurder bij de Sociale Huisvestingsmaatschappij Denderstreek. Ook werd hij de voorzitter van de Gemeentelijke Commissie voor Ruimtelijke Ordening van Geraardsbergen.
Tijdens de jaren '70 was hij medewerker op het kabinet van de staatssecretaris voor ruimtelijke ordening. Hij werd verdacht in de zaak van de gewestplanfraude, daarvoor zat hij even in voorarrest. Die zaak is wegens verjaring nooit ten gronde beoordeeld.
Voor de CVP zetelde hij van 1991 tot 1995 als provinciaal senator voor Oost-Vlaanderen in de Belgische Senaat. Bij de eerste rechtstreekse verkiezingen voor het Vlaams Parlement van 21 mei 1995 werd hij verkozen in de kieskring Aalst-Oudenaarde. Hij bleef Vlaams volksvertegenwoordiger tot juni 1999.